# Барков, Лев Митрофанович
Лев Митрофанович Барков (24 октября 1928, Москва — 9 февраля 2013, Новосибирск) — российский и советский физик, академик Российской академии наук (1991; академик АН СССР с 1984 года).

## Биография
- 1952 — окончил физико-технический факультет МГУ (ныне МФТИ).
- С 1952 года — работал в Институте атомной энергии.
- С 1967 года — работал в Институте ядерной физики Сибирского отделения АН СССР.
- С 1967 года — преподавал в Новосибирском университете (с 1973 профессор).
- 1972 — член-корреспондент АН СССР.
- С 1976 по 1979 был деканом физического факультета НГУ, затем на протяжении 20 лет возглавлял кафедру ядерной физики (физики элементарных частиц).[2]
- 1984 — академик АН СССР (с 1991 — академик РАН).

## Научная деятельность
Основные труды по изучению процессов замедления и размножения нейтронов в уран-водных системах. Исследовал процессы рождения пионов и взаимодействия их с веществом. Выполнил ряд работ по созданию установок с сильными импульсными магнитными полями для исследования свойств элементарных частиц. Совместно с М. С. Золотарёвым поставил эксперимент, в котором было открыто вращение плоскости поляризации света в парах атомарного висмута, что указывало на существование взаимодействия электронов с нуклонами, обусловленного слабыми нейтральными токами.

## Награды
- Орден Октябрьской Революции (1971)
- Орден «Знак Почёта» (1975)
- Орден Трудового Красного Знамени (1982)
- Государственная премия СССР (1989)
- Орден «За заслуги перед Отечеством» IV степени (1998)[3]
- Медали.

## Память
Похоронен на Южном кладбище в Новосибирске.